# Заварзина, Лариса
Лариса Заварзина (род. 24 декабря 1955) — советская гребчиха. Заслуженный мастер спорта СССР.
Представляла спортивное общество «Спартак». Тренировалась под руководством Виктора Алёшина.
На Олимпийских играх 1980 года в двойке распашной без рулевого Заварзина выступила вместе с Галиной Степановой. Их дуэт успешно выступил в предварительном заезде, но в финале во время гонки у Заварзиной сломалось весло и их лодка пришла к финишу последней.
На чемпионате мира 1981 года в Мюнхене стала шестой в двойке без рулевого. Чемпионка мира 1982 года в Швейцарии в составе четвёрки с рулевым.